# Медаль «В пам'ять 10-річчя виведення радянських військ з Афганістану»
Медаль «В пам'ять 10-річчя виведення радянських військ з Афганістану» (біл. Юбілейны медаль «У памяць 10-годдзя вываду савецкіх войскаў з Афганістана», рос. Медаль «В память 10-летия вывода советских войск из Афганистана») — державна нагорода Республіки Білорусь, затверджена указом Президента країни № 80 від 5 лютого 1999 року.

## Положення про нагороду
Медаллю «В пам'ять 10-річчя виведення радянських військ з Афганістану» нагороджуються громадяни Республіки Білорусь, що «виконували військовий та службовий обов'язок» в Республіці Афганістан в період з грудня 1979 року по лютий 1989 року. Нагородження медаллю відбувається згідно з наказами Президента країни або ним самим, або ж за його дорученням та від його імені міністрами та головами державних комітетів, заступниками Міністра оборони, головами обласних та міських виконавчих комітетів та військовими комісарами. Додатково нагороджуваному видається посвідчення встановленого зразка.
Медаль носять на лівому боці грудей та при наявності інших медалей розміщується після ювілейної медалі «50 років Перемоги у Великій Вітчизняній війні 1941–1945 рр.».

## Опис нагороди
Медаль виготовляється з латуні та має форму кола діаметром 30 мм. На лицьовій стороні медалі у центрі на фоні гір зображені офіцер та солдат з автоматом в «афганках». Ліворуч та праворуч від них відповідно розміщені числа «1979» та «1989». У лівій верхній частині медалі зображені два вертольоти, у нижній частині зображені опукла п'ятиконечна зірка та дві лаврові гілки.
На зворотній стороні медалі розміщено напис «В память 10-летия вывода советских войск из Афганистана», а під нею напис «15 февраля 1989 г.», нижче — стрічка.
На краях медалі присутні бортики, усі написи та зображення на медалі опуклі.
Медаль за допомогою вушка та кільця з'єднується з п'ятикутною колодкою, обтягнутою блакитною шовковою муаровою стрічкою шириною 24 мм. По середині стрічки розміщено три поздовжні смуги зеленого червоного та чорного кольору шириною 3 мм кожна.
Існує три різновиди медалі. Усі вони відрізняються лише кількістю ґудзиків на кітелі офіцера на аверсі. Їх може бути дві, одна або не бути зовсім.

## Історія медалі
Указом Президента Республіки Білорусь № 175 від 24 квітня 2003 року в положення про медаль було внесено зміни, згідно з якими нагородження може відбуватися посмертно з врученням нагороди батькам чи дружині. Згідно з цим указом було посмертно нагороджено ще 809 громадян Білорусі.
Загалом же, окрім громадян Білорусі нагороду отримали й деякі воїни-інтернаціоналісти з українським та російським громадянством, зокрема заступник голови Української Спілки ветеранів Афганістану Олег Міхнюк.